# ペドロ・コスタ
ペドロ・コスタ（Pedro Costa、1959年12月30日 - ）は、ポルトガルの映画監督。

## 略歴
1959年、リスボンに生まれる。
リスボン大学で歴史を専攻していたが、コースを映画に変え、リスボン演劇・映画学校に編入。講師にはパウロ・ローシャらがいた。助監督を経て、1989年に自身初の長編映画『血』を製作。
2000年の『ヴァンダの部屋』はリスボンのスラム街に暮らすヘロイン中毒の女性ヴァンダ・ドルアルテの日常生活を追ったドキュメンタリーである。2002年の第55回カンヌ国際映画祭で上映されフランス文化賞を受賞。
2001年、夫婦で活動するフランスの映画作家ストローブ＝ユイレの編集作業過程を追ったドキュメンタリー『あなたの微笑みはどこへ隠れたの?』を製作。
2006年の劇映画『コロッサル・ユース』は第59回カンヌ国際映画祭のコンペティション部門に出品された。
2009年、フランスの女優ジャンヌ・バリバールの歌手活動を捉えたドキュメンタリー映画『何も変えてはならない』を手がける。
2010年6月、東京造形大学の客員教授に就任。

## フィルモグラフィー
- 血 O Sangue (1989年) - 監督・脚本
- 溶岩の家 Casa de Lava (1995年) - 監督・脚本
- 骨 Ossos (1997年) - 監督・脚本
- ヴァンダの部屋 No Quarto da Vanda (2000年) - 監督・脚本・撮影
- あなたの微笑みはどこへ隠れたの? Où gît votre sourire enfoui? (2001年) - 監督・撮影
- コロッサル・ユース Juventude Em Marcha (2006年) - 監督・脚本・撮影
- 世界の現状 O Estado do Mundo (2007年) - 「タラファル」監督・撮影
- 何も変えてはならない Ne Change Rien (2009年) - 監督・撮影
- ポルトガル、ここに誕生す〜ギマランイス歴史地区 Centro Histórico　(2012年) - 「スウィート・エクソシスト」監督・脚本
- ホース・マネー Cavalo Dinheiro (2014年) - 監督・撮影
- ヴィタリナ Vitalina Varela（2019年）- 監督